# Papa Pio VIII
Papa Pio VIII (in latino: Pius PP. VIII, nato Francesco Saverio Maria Felice Castiglioni; Cingoli, 20 novembre 1761 – Roma, 30 novembre 1830) è stato il 253º vescovo di Roma e papa della Chiesa cattolica, nonché sovrano dello Stato Pontificio dal 31 marzo 1829 alla morte.

## Biografia
Francesco Saverio Maria Felice Castiglioni nacque il 20 novembre 1761 a Cingoli, Marca Anconitana e diocesi di Osimo e Cingoli (oggi nella diocesi di Macerata), nella parte centrale dell'allora Stato Pontificio. Discendente dal ramo cingolano del nobile casato dei Castiglioni, era il terzo degli otto figli del conte Ottavio Castiglioni e di sua moglie Sanzia Ghislieri.

### Formazione e ministero sacerdotale

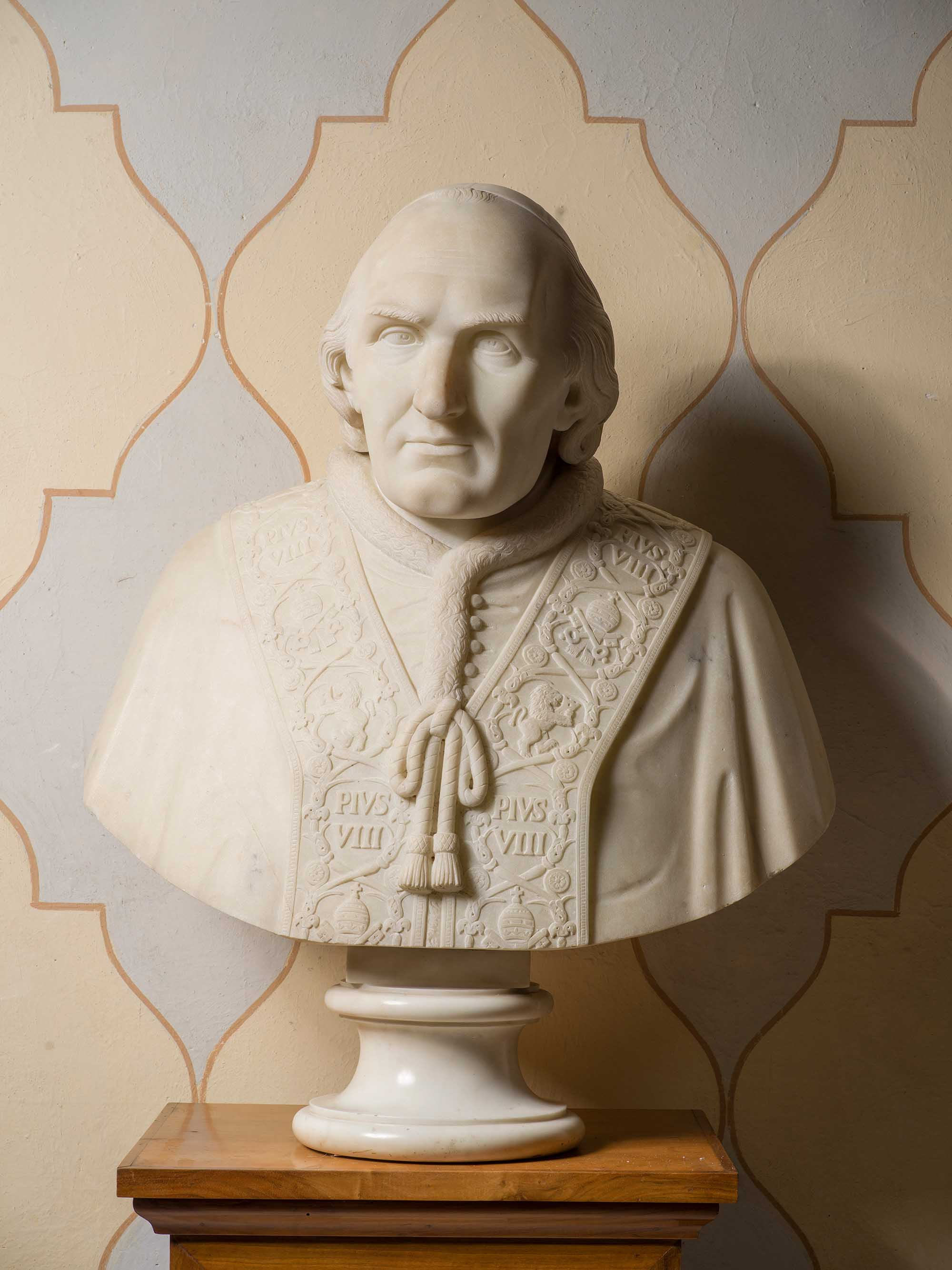
Busto di Pio VIII conservato presso Palazzo Campana, dove studiò

Nel 1773 entrò nel seminario presso il Collegio maschile con sede nel Palazzo Campana a Osimo,  dove ricevette gli ordini minori il 26 dicembre 1774. Nell'ottobre del 1776 si trasferì presso il Pontificio collegio Montalto a Bologna, conseguendo il dottorato in utroque iure all'Università; qui fu ordinato suddiacono il 5 aprile 1783 e poi diacono il 20 dicembre seguente.
Si trasferì poi a Roma, dove ricevette l'ordinazione sacerdotale il 17 dicembre 1785 incardinandosi, ventiquattrenne, come presbitero della diocesi di Osimo e Cingoli. Nella capitale dello Stato Pontificio passò i tre anni seguenti a conseguire il perfezionamento, con una particolare attenzione al diritto canonico, sotto la direzione del canonista Giovanni Devoti, docente all'Università degli Studi di Roma "La Sapienza". Nel 1786 fu anche nominato segretario della Commissione d'indagine sul Sinodo di Pistoia.
Terminati gli studi, tra il novembre e il dicembre del 1788 cominciò il ministero pastorale. Mons. Devoti, già suo insegnante e nominato vescovo di Anagni, il 30 marzo 1789 lo volle fortemente come suo vicario generale. Tra il maggio ed il giugno 1790 venne trasferito come vicario generale della diocesi di Fano, sotto la guida pastorale del futuro cardinale Antonio Gabriele Severoli. Dal 1795 al 1796 ottenne di poter tornare nella città natìa come prevosto del Duomo di Cingoli, dedicandosi molto allo studio. Nel 1797 divenne vicario generale della diocesi di Ascoli Piceno, retta dal cardinale Giovanni Andrea Archetti.

### Ministero episcopale
L'11 agosto 1800 papa Pio VII lo nominò, trentottenne, vescovo di Montalto ed abate commendatario di Santa Maria in Montesanto; succedette al sessantottenne Francesco Antonio Marcucci, dimessosi per dedicarsi esclusivamente all'incarico di vicegerente della diocesi di Roma. Ricevette la consacrazione episcopale il 17 agosto seguente, nella chiesa dei Santi Domenico e Sisto a Roma, per imposizione delle mani del cardinale Giuseppe Maria Doria Pamphilj, segretario dei Memoriali, assistito dai co-consacranti monsignori Nicola Buschi, arcivescovo-vescovo di Ferentino, e Camillo Campanelli, arcivescovo titolare di Atene. Prese possesso della diocesi durante una cerimonia svoltasi presso la Cattedrale di Santa Maria Assunta a Montalto delle Marche il 29 settembre successivo. Il 17 agosto dello stesso anno venne anche nominato assistente al Soglio Pontificio.
A causa del suo rifiuto di prestare il giuramento di fedeltà a Napoleone re d'Italia, che il 2 aprile 1808 aveva conquistato la Marca Anconitana, il 14 luglio seguente, dopo aver affidato la sua diocesi al vicario generale, venne deportato a Pavia. Nel 1810 venne trasferito a Mantova, il 10 novembre 1813 era a Torino ed infine il 18 novembre a Milano. Dopo la caduta di Napoleone, fece ritorno a Montalto il 6 giugno 1813.

### Cardinalato
Papa Pio VII lo creò e pubblicò cardinale nel concistoro dell'8 marzo 1816, all'età di cinquantaquattro anni, come ricompensa per la sua risolutezza contro Napoleone; contestualmente lo trasferì alla sede diocesana di Cesena, molto cara al pontefice in quanto sua città natale. Gli vennero conferiti l'anello e la berretta l'11 marzo, mentre il 29 aprile gli venne assegnato il titolo presbiterale di Santa Maria in Traspontina. Prese possesso della diocesi durante una celebrazione successiva svoltasi presso la Cattedrale di San Giovanni Battista a Cesena.
Il 4 agosto 1821 papa Pio VII lo nominò, cinquantanovenne, Penitenziere Maggiore, il più antico dicastero della Curia romana; succedette al cardinale Michele Di Pietro, deceduto il 2 luglio precedente. Il 13 agosto il papa lo promosse all'ordine dei cardinali vescovi assegnandogli la sede suburbicaria di Frascati, fino ad allora appannaggio del cardinale Bartolomeo Pacca, contestualmente trasferito alla sede suburbicaria di Porto e Santa Rufina e divenuto sottodecano del Collegio cardinalizio. Infine, il 14 novembre dello stesso anno il pontefice lo nominò anche prefetto della Congregazione dell'Indice dei libri proibiti, succedendo nuovamente al defunto cardinale Di Pietro.
Dopo la morte di papa Pio VII, prese parte al conclave del 1823, che si concluse con l'elezione al soglio pontificio del cardinale Annibale della Genga, vicario generale di Sua Santità per la diocesi di Roma, con il nome di Leone XII.

### Il Conclave del 1829
Dopo la morte di papa Leone XII, prese parte al conclave del 1829, iniziato il 24 febbraio nel Palazzo del Quirinale a Roma con la partecipazione di 50 dei 58 porporati facenti parte del Collegio cardinalizio. Appoggiato dalla Francia, il 31 marzo 1829 venne eletto papa all'età di sessantasette anni come candidato di compromesso, anche per via della sua salute a dir poco cagionevole che lasciava presagire un pontificato breve. Prese il nome di Pio VIII in omaggio al suo venerato predecessore Pio VII, che lo aveva nominato vescovo e creato cardinale.

## Pontificato

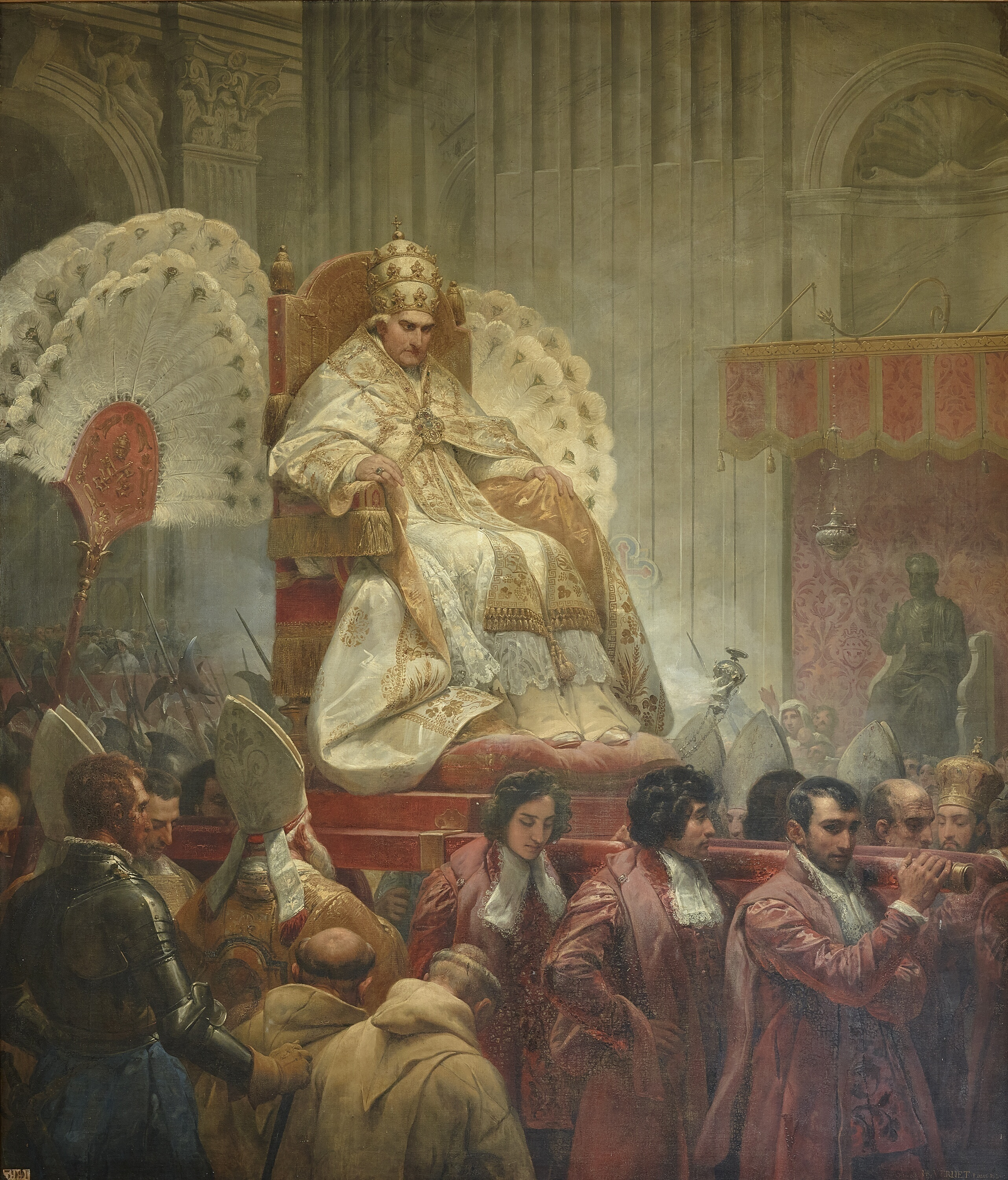
Pio VIII sulla sedia gestatoria. Dipinto di Horace Vernet, che rappresenta una scena del 20 giugno 1829

Il 5 aprile 1829 venne solennemente incoronato con il triregno, presso la Basilica di San Pietro in Vaticano, per imposizione delle mani del cardinale protodiacono Giuseppe Albani, Segretario di Stato di Sua Santità. Il 24 maggio successivo prese possesso della Basilica di San Giovanni in Laterano, cattedrale della diocesi di Roma.
Nel corso del suo pontificato si preoccupò di abolire il nepotismo, abbandonando anche la pratica dello spionaggio attuata dai predecessori, ed emanò una lettera, la Traditi humilitati del 24 maggio 1829, dove si condannavano le società bibliche protestanti, che si occupavano di tradurre i testi biblici secondo gli studi moderni e di diffonderli, e delle associazioni segrete. Papa Castiglioni, formato alla scuola del cardinal segretario di stato Ercole Consalvi, d'idee relativamente aperte e liberali, si batté per promuovere la libertà di culto dei cattolici in Inghilterra, riconobbe dopo la rivoluzione del 1830 il nuovo re di Francia Luigi Filippo I e dimostrò moderazione nell'affrontare il problema dei matrimoni misti in Germania.
Anche nella politica interna dello Stato della Chiesa il suo pontificato lanciò alcuni segnali di apertura sia concedendo subito dopo l'elezione un'amnistia sia con l'adozione di alcune valide misure economiche. Durante il suo breve pontificato, Pio VIII scrisse una sola enciclica, la Traditi humilitati nostrae (il 24 maggio 1829). Debilitato dall'intenso lavoro e malato da tempo di gotta, morì il mattino del 30 novembre 1830, dieci giorni dopo aver compiuto sessantanove anni, dopo un anno ed otto mesi di pontificato.

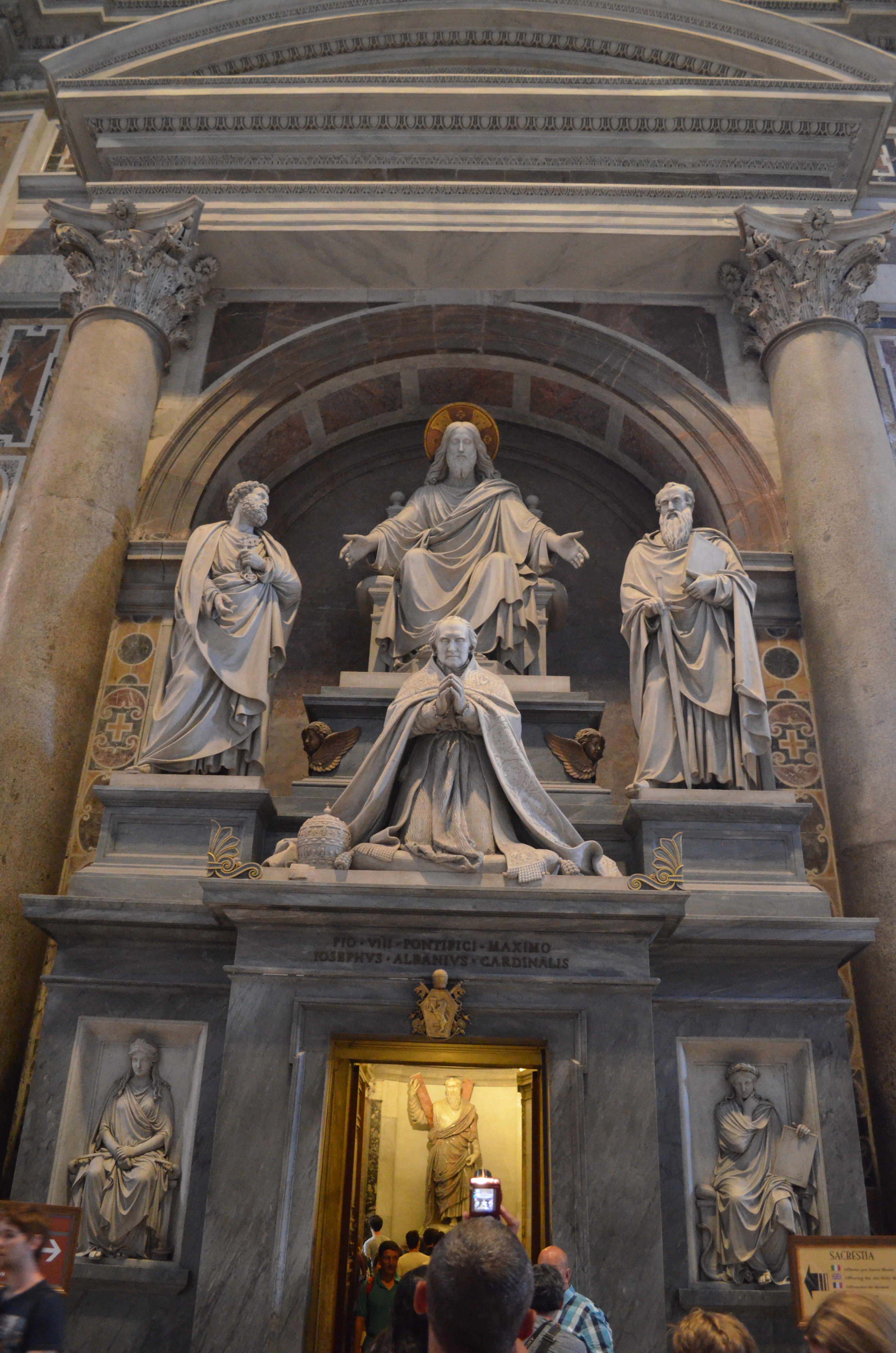
Tomba di Pio VIII nella Basilica di San Pietro

Il 6 dicembre seguente, al termine dei solenni funerali, la salma venne sepolta nel loculo provvisorio all'interno della Basilica di San Pietro in Vaticano (oggi occupato dal monumento a San Pio X realizzato nel 1923); il 5 giugno 1846, dopo la morte del successore Gregorio XVI, la salma di Pio VIII venne traslata all'interno delle Grotte Vaticane.

### Teoria dell'avvelenamento
Fin dalla sua elezione Pio VIII ebbe salute cagionevole. Nonostante ciò, le circostanze della sua morte dettero adito alla supposizione che fosse stato vittima di un avvelenamento. Il principe don Agostino Chigi, contemporaneo del papa e dignitario accreditato presso la corte pontificia, annotò nel suo diario del giorno 2 dicembre 1830:
È stato uno dei rari casi in cui sia stata eseguita l'autopsia di un pontefice.

### Critiche di Gioacchino Belli
Il Belli, impietoso, così lo descrive (dando voce, come sempre, a un popolano) in un feroce sonetto in romanesco all'indomani della fumata bianca (1º aprile):
(Giuseppe Gioachino Belli, Pio Ottavo)

## Concistori per la creazione di nuovi cardinali
Papa Pio VIII durante il suo pontificato ha creato 6 cardinali nel corso di 3 distinti concistori.

## Beatificazioni e canonizzazioni del pontificato
Durante il suo pontificato, Pio VIII ha beatificato per equipollenza due servi di Dio e non ha canonizzato nessun beato.

## Genealogia episcopale e successione apostolica
La genealogia episcopale è:
- Cardinale Scipione Rebiba
- Cardinale Giulio Antonio Santori
- Cardinale Girolamo Bernerio, O.P.
- Arcivescovo Galeazzo Sanvitale
- Cardinale Ludovico Ludovisi
- Cardinale Luigi Caetani
- Cardinale Ulderico Carpegna
- Cardinale Paluzzo Paluzzi Altieri degli Albertoni
- Papa Benedetto XIII
- Papa Benedetto XIV
- Cardinale Enrico Enriquez
- Arcivescovo Manuel Quintano Bonifaz
- Cardinale Buenaventura Córdoba Espinosa de la Cerda
- Cardinale Giuseppe Maria Doria Pamphilj
- Papa Pio VIII

La successione apostolica è:
- Cardinale Antonio Maria Cadolini, B. (1822)
- Vescovo Pietro Ignazio Marolda, C.SS.R. (1822)
- Vescovo Ottavio Zollio (1822)
- Vescovo Giuseppe Maria Bozzi (1823)
- Vescovo Luigi Tosi (1823)
- Vescovo Filippo Ambrosi (1823)
- Vescovo Francesco Ansaldo Teloni (1824)
- Vescovo Filippo Monacelli (1824)
- Vescovo Pietro-Antonio Luciani (1824)
- Vescovo Gregorio Zelli, O.S.B. (1824)
- Vescovo Girolamo Conversini (1824)
- Vescovo Giuseppe Emilio Sommariva (1824)
- Vescovo Francesco Tassinari (1824)
- Cardinale Francesco Tiberi Contigliano (1826)
- Arcivescovo Salvatore de Luca (1827)
- Arcivescovo Mariano Bianco (1827)
- Vescovo Michele Arcangelo Del Forno (1827)
- Arcivescovo Luigi Maria Parisio (1827)
- Papa Pio IX (1827)
- Arcivescovo Giovanni Crisostomo Dondini, C.R.L. (1827)
- Vescovo Taddeo Garzilli (1828)
- Vescovo Vincenzo Macioti (1828)

## Onorificenze
Il papa è sovrano degli ordini pontifici della Santa Sede mentre il Gran magistero delle singole onorificenze può essere mantenuto direttamente dal pontefice o concesso a una persona di fiducia, solitamente un cardinale.